# 海諾特站
海諾特站（英語：Hainault tube station）是倫敦地鐵的一個車站，位於紅橋區的海諾特地區。海諾特站是中央線的一個車站，兩側是菲爾洛普站和格蘭治丘站，位於倫敦第4收費區。

## 外部連結
- London Transport Museum Photographic Archive （页面存档备份，存于）
  - Hainault LNER station, 1935
  - Hainault station rebuilt, 1948
  - Booking hall, 1955
  - View of platforms, 1955
  - Hainault station, 2001